# 瓦伦西亚音乐宫

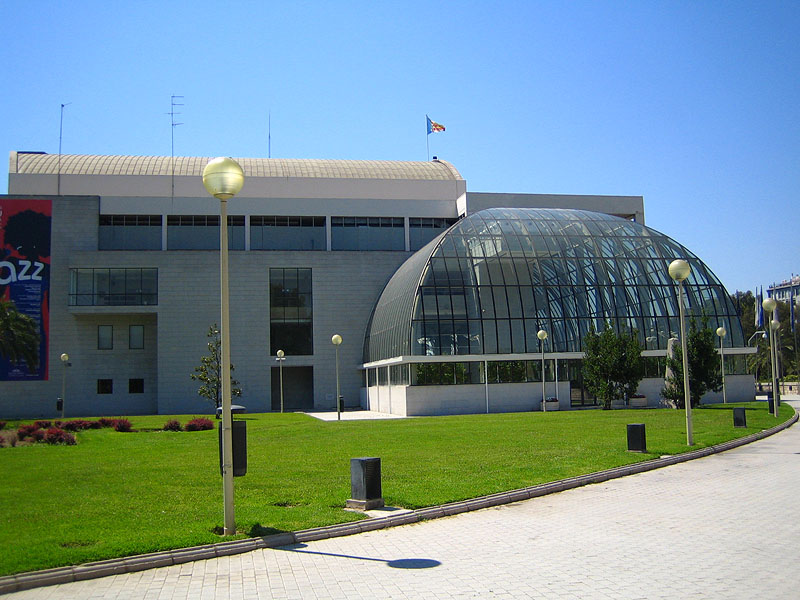
巴伦西亚音乐宫

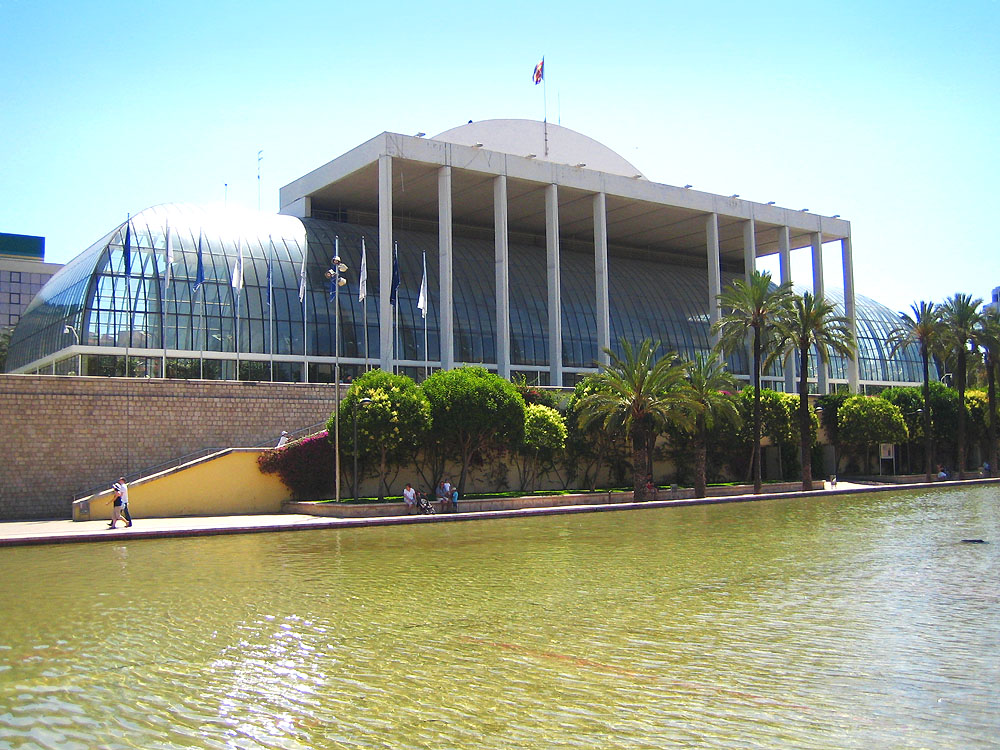
巴伦西亚音乐宫

巴伦西亚音乐宫（Palau de la Música de València）是西班牙巴伦西亚的音乐厅、电影院、艺术和展览厅，位于图里亚河河畔。它是该市市政乐团，巴伦西亚交响乐团（Orquesta de Valencia，成立于1943年）的所在地，是这座城市主要的古典音乐中心。 （不要与成立于2006年的巴伦西亚社区交响乐团，Orquestra de la Comunitat Valenciana 混淆。）